# Ниязов, Сапармурат Атаевич
Сапармура́т Ата́евич Ния́зов (туркм. Saparmyrat Ataýewiç Nyýazow / Сапармырат Атаевич Ныязов; фамилия при рождении — Аннания́зов; 19 февраля 1940, село Кипчак, Ашхабадская область, Туркменская ССР, СССР — 21 декабря 2006, Ашхабад, Туркменистан), носивший титул Туркменбаши́ (туркм. Türkmenbaşy «глава туркмен», именовался также Серда́р (вождь) и Вечно Великий Сапармура́т Туркменбаши́) — советский и туркменский партийный, государственный и политический деятель. Руководитель Туркменистана с 1985 по 2006 год: первый секретарь Центрального комитета Коммунистической партии Туркменской ССР (1985—1991), президент Туркменской ССР (1990—1991), президент Туркменистана (1991—2006, с 1999 года — официально пожизненный президент). В 1990—1991 годы — член Политбюро ЦК КПСС.
Правление Ниязова характеризуется установлением в стране абсолютной личной диктаторской власти, а также масштабного культа личности, который пошёл на спад только после его смерти, но сменился аналогичным стилем правления его преемника — Гурбангулы Бердымухамедова.

## Биография
Сапармурат Ниязов родился 19 февраля 1940 года в селе Кипчак Ашхабадского района Ашхабадской области Туркменской ССР. Происходит от племени теке́ (теки́нцев) туркменского народа. Согласно официальной биографии, в 1941 году его отец Атамурат Ниязов (1912—1942) в 30-летнем возрасте (даты не сходятся: или не в 1941, или не 30-летним) добровольцем ушёл на фронт Великой Отечественной войны и 24 декабря 1942 года в должности командира отделения 535-го стрелкового полка 2-й гвардейской стрелковой дивизии погиб в боях за Кавказ. По другим данным, отец в районе села Чикола (Северная Осетия) раненым попал в плен и был расстрелян немцами. Мать — Гурбансолтан-эдже, а также братья (десятилетний Мухамметмурат и шестилетний Ниязмурат) погибли во время ашхабадского землетрясения 1948 года.
Став полным сиротой, был определён в детский дом в городе Кизыл-Арват. Согласно официальной биографии, среднюю школу окончил с отличием. В 1959 году начал работать инструктором территориального комитета профсоюза рабочих и служащих геологоразведочных работ Туркменской ССР. В 1962 году, уже в 22-летнем возрасте, стал членом КПСС и наряду с некоторыми другими круглыми сиротами получил направление для учёбы в Московский энергетический институт (МЭИ). Проучившись в МЭИ несколько месяцев, подал заявление о добровольном отчислении «в связи с тяжёлыми приступами эпилепсии». После этого на короткое время вернулся в родную республику, и, пройдя курс лечения сначала в Ашхабаде, а затем в Ленинграде, в том же году поступил в Ленинградский политехнический институт. Спустя пять лет, в 1967 году, получил диплом по специальности «инженер-энергетик». По словам самого Сапармурата Ниязова, пятилетняя жизнь в Ленинграде серьёзно повлияла на его последующие взгляды и мировоззрение. С 1965 года, во время учёбы в ленинградском институте, после учебного дня он работал формовщиком на Кировском заводе.
После окончания учёбы в Ленинградском политехническом институте был направлен для работы в качестве мастера в Безмеинскую ГРЭС в родной Ашхабадской области Туркменской ССР. Впоследствии стал там старшим мастером, в 1970 году — инструктором и позднее заместителем заведующего отделом ЦК Коммунистической партии Туркменской ССР. В 1976 году заочно окончил Высшую партийную школу при ЦК КПСС в Москве. Проработал в республиканском ЦК до 1980 года, когда был избран первым секретарём Ашхабадского горкома Коммунистической партии Туркменской ССР, то есть фактически городским главой Ашхабада — столицы и крупнейшего города Туркменистана. Бывал на командировках за рубежом, в Иране, Индии, Афганистане, в странах СЭВ и ОВД. В 1984 году вернулся на работу в ЦК КП Туркменской ССР в качестве инструктора в отдел по организации партийной работы.
В марте 1985 года назначен председателем Совета министров Туркменской ССР. 21 декабря 1985 года избран 1-м секретарём Центрального комитета Коммунистической партии Туркменской ССР.
С января 1990 года — председатель Верховного Совета Туркменской ССР (через полгода ВС принял Декларацию «О государственной самостоятельности Туркменской Советской Социалистической Республики»). 14 июля 1990 года Сапармурат Ниязов был избран одним из постоянных членов Политбюро ЦК КПСС.
Делегат XXVI (1981), XXVII (1986), XXVIII (1990) съездов и XIX конференции КПСС (1988). Народный депутат СССР. Член ВС СССР.

### Пожизненный президент Туркменистана
Пост президента был введён в Туркменистане ещё до официального его закрепления в новой Конституции — в 1990 году. Первый секретарь ЦК Компартии С. Ниязов был избран президентом Туркменской ССР на безальтернативных выборах 27 октября 1990 года путём всенародного голосования. Согласно официальным данным, за него проголосовали 98,3 % избирателей. Ровно через год после выборов президента, 27 октября 1991 года, была провозглашена независимость Туркменистана и началась разработка новой конституции.
После принятия Конституции президент предложил провести новые выборы, чтобы привести свои полномочия в соответствие с новым Основным законом. 21 июня 1992 года, будучи единственным кандидатом, С. Ниязов вновь был избран президентом Туркменской Республики подавляющим большинством избирателей: за него отдали голоса 99,5 % принявших участие в выборах.
22 октября 1993 года Сапармурат Ниязов решением Меджлиса (парламента) был провозглашён главой всех туркмен мира. Позже титул стал называться «Туркменбаши Великий».
Во второй половине 1993 года Демократическая партия Туркменистана (бывшая Коммунистическая партия Туркменской ССР) предложила продлить полномочия Сапармурата Ниязова до 2002 года на второй срок без проведения перевыборов в 1997 году.
В январе 1994 года на всенародном референдуме подавляющее большинство избирателей поддержало эту идею.
Представители туркменской оппозиции, достаточно немногочисленной и базирующейся главным образом в Москве, забили тревогу. Бывший министр иностранных дел Туркменистана Абды Кулыев, собиравшийся баллотироваться на пост президента в 1997 году, в интервью программе «Вести» Российского телевидения заявил, что власти грубо нарушили Конституцию, пытаясь обеспечить Сапармурату Ниязову пожизненное президентство. Оппозиция, группировавшаяся вокруг московского Фонда культурного и делового сотрудничества «Туркменистан», аргументировала свои претензии не только юридическими нарушениями, но и тяжёлым экономическим положением в стране.
При выборах президента и проведении референдума положения Конституции были соблюдены. Согласно Закону о введении в действие Конституции, Сапармурат Ниязов получил возможность избраться на третий срок, поскольку первое его избрание состоялось до принятия новой Конституции.
Однако тогда Туркменбаши публично высказался против идеи введения пожизненного президентства. Выступая на совместном заседании Совета старейшин, Народного Совета и Движения национального возрождения, он заявил, что не вправе нарушать существующий закон, и предложил дождаться окончания срока своих полномочий в 2002 году и «вместе решить, кому быть президентом».
Немного позже, в 1994—1995 годах, рассматривался вопрос о наименовании занимаемой Ниязовым высшей должности как «Шах» и объявлении Туркменистана Шахством. Однако на совещании старейшин, проходившем в 1994 году в Балканском велаяте, эта идея не была единодушно поддержана старейшинами, представлявшими несколько кланов Туркменистана. В связи с этим, а также учитывая высказанное в ходе негласных консультаций отрицательное отношение к этой идее руководств России, соседних Ирана и Узбекистана и натянутые отношения Ниязова с возможным наследником сыном Мурадом, Ниязов шахом объявлен не был.
В декабре 1999 года Народный Совет Туркменистана принял решение о пожизненном президентстве Сапармурата Ниязова.
В апреле 2002 года в Туркменистане был принят новый закон о воинской службе, вводивший в качестве высшего воинское звание маршала; до этого высшим было звание генерал армии. Однако инициатива о присвоении ему этого звания не увенчалась успехом; уже в июне 2002 года Ниязов публично отказался от маршальского звания и выступил с резкой критикой своих подчинённых, бывших авторами этой инициативы.
В августе 2002 года Народный Совет вновь принял решение о необходимости сделать президентский срок Ниязова пожизненным, однако Туркменбаши официально заявил, что выборы лидера страны всё же состоятся в 2008 году.
25 ноября 2002 года в Ашхабаде на жизнь Ниязова якобы было совершено покушение: кортеж президента якобы был обстрелян из грузовика. В результате инцидента никто не пострадал. Туркменбаши назвал организаторами покушения бывших высокопоставленных туркменских чиновников: министра иностранных дел Бориса Шихмурадова и министра сельского хозяйства Имамберды Ыклымова. В связи с этим событием было арестовано более 200 человек.
В августе 2003 года Ниязов был избран пожизненным председателем Народного Совета.
Сапармурат Ниязов, по сравнению с другими руководителями стран СНГ, крайне редко участвовал в совместных мероприятиях. Существует мнение, что Туркменбаши крайне раздражала критика в адрес Туркменистана, чаще всего исходившая от глав соседних государств — президента Казахстана Нурсултана Назарбаева и президента Узбекистана Ислама Каримова. Именно это послужило причиной провозглашения Туркменистаном нейтралитета и отказа от вступления в ОДКБ. В 2005 году Туркменбаши объявил о снижении статуса Туркменистана в СНГ до ассоциированного членства.
В последние годы Туркменбаши тяжело болел, у него были сердечная недостаточность и некомпенсированный диабет.

## Внешняя политика
С 1994 года во внешней политике Туркменистана Сапармурат Ниязов начал придерживаться политики жёсткого изоляционизма.

### Страны Средней Азии
Отношения между Туркменистаном и Узбекистаном стали очень напряженными в 1990-х годах, когда основным источником напряженности были этнические конфликты и пограничный контроль. Первое туркменское посольство в Узбекистане было открыто в Ташкенте в 1996 году. Посольство Узбекистана в Ашхабаде было открыто в 1995 году.
Дипломатические отношения между Туркменистаном и Таджикистаном были установлены 27 января 1993 года подписанием Протокола об установлении дипломатических отношений между Туркменистаном и Республикой Таджикистан. В июле 1995 года в Ашхабаде с рабочим визитом находился президент Таджикистана Эмомали Рахмонов. В апреле 1999 года Эмомали Рахмонов нанёс рабочий визит в Туркменистан для участия в заседании Глав государств Центральной Азии.
Посольство Туркменистана в Кыргызстане (г. Бишкек) впервые было открыто 4 мая 1999 года, однако работу не начало.

### Страны Восточной Европы
Дипломатические отношения между Туркменистаном и Белоруссией были установлены 21 января 1993 года. Посольство Туркменистана открылось в октябре 1995 года в Минске, первый посол — Илья Вельджанов. Президент Белоруссии А. Г. Лукашенко впервые официально посетил Туркменистан в мае 2002 года.
Протокол об установлении дипломатических отношений между Туркменистаном и Украиной был подписан 10 октября 1992 года в Ашхабаде. Посольство Туркменистана на Украине (г. Киев) открылось в 1995 году.

### Страны Закавказья
Отношения Туркменистана с Азербайджаном во время президентства Сапармурата Ниязова вошли в глубокий кризис начиная с президентства национал-демократа Абульфаза Эльчибея, который давал убежище туркменским и другим среднеазиатским оппозиционерам и диссидентам и всячески поддерживал их. После прихода к власти в Азербайджане в конце 1993 года более умеренного Гейдара Алиева отношения между странами начали улучшаться из-за близкой дружбы между президентами. К 1995 году Туркменистан стала основным торговым и топливно-энергетическим партнёром Азербайджана, а в 1996 году Баку посетил с госвизитом Сапармурат Ниязов, в ходе которого стороны уверяли друг друга в отсутствии разногласий между собой, но с 1997 года между странами и президентами началась открытая вражда. Причиной этому стали споры вокруг дележа нефтяных месторождений в Каспийском море. В январе 1997 года Туркменистан заявил о своих претензиях на нефтяное месторождение близ территориальных вод Азербайджана, и обвинила Азербайджан в его незаконной разработке. Летом того же года страны начали дипломатическую войну по поводу соседнего месторождения. Туркменское посольство в Баку открылось только летом 1999 года и закрылось в июне 2001 года, открывшись вновь лишь после смерти Ниязова, а азербайджанское посольство открылось в Ашхабаде лишь к августу 2002 года. Практически на всём протяжении президентства Ниязова, отношения между родственными по языку и этническим признакам странами были весьма холодными и недоверительными. На момент распада СССР в Туркменистане жило свыше 33 тысяч этнических азербайджанцев (около 1 % от всего населения), а согласно данным переписи 1995 года, их количество составило свыше 36 тысяч.
Между тем, отношения с Арменией у Туркменистана во время президентства Ниязова складывались довольно успешно. На момент распада СССР в Туркменистане проживало свыше 31 тысячи этнических армян (почти 1 % от всего населения), которые получили местное гражданство. По переписи 1995 года, количество армян в Туркменистане составляло свыше 33 тысяч. В августе 1993 года, в разгар Первой карабахской войны, армянский президент Левон Тер-Петросян совершил госвизит в Ашхабад, и между странами был заключён договор о дружбе и сотрудничестве. Летом 1994 года в туркменской столице открыто армянское посольство, а чуть позже в Ереване открыто посольство Туркменистана. В 1997 году Тер-Петросян совершил второй визит в Ашхабад, в 2000 году Туркменистан посетил новый армянский президент Роберт Кочарян, а в 2001 году Армению посетил сам Ниязов. Армении было важным сохранение хороших отношений с тюркским государством и не допустить сближения Туркменистана с Азербайджаном, а Ниязову развитие отношений с Арменией давало рычаги давления на Азербайджан.
Отношения ниязовского Туркменистана с Грузией во время президентства Звиада Гамсахурдии были весьма натянутыми, однако после прихода к власти более умеренного Эдуарда Шеварднадзе Грузия вновь стала дружественной страной, и торгово-экономические отношения между странами развивались, совершались визиты президентов друг к другу. Отношения между странами не испортились и после прихода к власти в Грузии Михаила Саакашвили. На момент распада СССР в Туркменистане жило около тысячи этнических грузин.

### СтраныПрибалтики
Из прибалтийских государств у ниязовского Туркменистана отношения особенно успешно развивались с Латвией. Часть своих денег Сапармурат Ниязов хранил в латвийских банках, а сама Латвия стала одним из финансово-экономических хабов Туркменистана по сотрудничеству с европейскими странами. Развивался взаимный экспорт и импорт.
Отношения с Литвой и Эстонией также развивались, но не настолько активно, как с Латвией.

## Некоторые нововведения Туркменбаши
Подавляющее большинство нововведений и ограничений, иногда затрагивающих фундаментальные правовые вопросы, такие как право на здравоохранение, образование, частную жизнь и т. д., были введены указами президента Туркменистана. Ниязов, в отличие от большинства лидеров посткоммунистических государств, предпочитал лично принимать законы.

## «Рухнама» и литературное творчество
Философско-историческое исследование духовности туркменского народа — «Рухнама» («Книга души»), автором которого считается Сапармурат Ниязов — было впервые издано в 2001 году. По мнению Ниязова, туркменам принадлежит первенство в ряде изобретений, например, колеса и телеги. Они же якобы первыми начали плавить металл. Также, по его версии, предки современных туркменов основали в Евразии 70 государств.
Автор задумывал «Рухнаму» как «нравственную конституцию туркменов», поэтому во всех общеобразовательных школах и вузах Туркменистана «Рухнама» изучалась как отдельный предмет. Знание книги было необходимо для профессиональной аттестации во всех организациях и учреждениях страны. Ежегодно 12 сентября, в день первого издания книги «Рухнама», Туркменистан празднует «День Рухнамы», который вошёл в перечень государственных праздников страны. C 1 сентября 2013 года в средних школах отменили изучение «Рухнамы», однако предмет оставался обязательным на вступительных экзаменах в вузы Туркменистана до 2013 года включительно и был отменён в этом качестве лишь с 2014 года.

## Смерть и похороны
По неподтверждённым неофициальным данным, в последние годы своей жизни Сапармурат Ниязов часто болел. В частности, у него были острая сердечная недостаточность и некомпенсированный сахарный диабет, а также эпилепсия, которой он болел с детства. Государственные СМИ и сами туркменские власти никогда не сообщали о его болезнях, и в кадрах местного телевидения Сапармурат Ниязов всегда выглядел энергичным, активным и здоровым. Сообщения о «крепком, как у коня, здоровье» президента были одними из элементов государственной пропаганды.
Информация о внезапной смерти Сапармурата Ниязова появилась утром 21 декабря в СМИ западных стран, получивших сообщения от своих источников, имеющих доступ к дипломатическим каналам. Вечером того же дня туркменское государственное телевидение в экстренном выпуске новостей официально объявило о «внезапной смерти горячо любимого народом президента страны, Сердара — Вечно Великого Сапармурата Туркменбаши». По официальным данным, Сапармурат Ниязов скончался в час ночи 21 декабря 2006 года от внезапной остановки сердца вследствие острой сердечной недостаточности. Некоторые туркменские оппозиционеры сомневаются в официальной дате его смерти и утверждают, что он умер на несколько дней ранее, а с объявлением о его смерти тянули приближённые Сапармурата Ниязова, решавшие всё это время вопросы преемника, раздела власти, полномочий и дальнейшего пути страны. В тот же день, вечером 21 декабря, по всей стране был объявлен семидневный траур. Внезапная смерть внешне энергичного и здорового Сапармурата Ниязова оказалась полной неожиданностью для туркменов.
Похороны Сапармурата Ниязова состоялись в первой половине дня 24 декабря, спустя три дня после официальной даты его смерти, хотя по мусульманским похоронным обычаям умершего крайне желательно похоронить в первой половине того же дня или в первой половине следующего дня, если смерть наступила во второй половине дня или ночью. Сапармурат Ниязов был похоронен в своём родовом селении Кипчак (или Гыпчак) в 15 км к северо-западу от Ашхабада, в специально построенном двумя годами ранее для него и членов его семьи родовом мавзолее, где уже были похоронены родители и двое братьев Сапармурата Ниязова. Родовой мавзолей Ниязовых примыкает к соборной мечети Туркменбаши Рухы (Дух Туркменбаши), главной мечети страны, построенной одновременно с мавзолеем. Во время похорон вокруг мечети и мавзолея собрались десятки тысяч мужчин, наблюдавших за похоронами. Церемонию похорон в прямом эфире транслировали все туркменские телеканалы, а также российский государственный телеканал «Вести» (сейчас «Россия-24»). По данным очевидцев, после объявления о смерти Сапармурата Ниязова и в день его похорон улицы городов страны опустели, въезды в населённые пункты и области были заблокированы, на улицах некоторых городов, в том числе Ашхабада, появились солдаты и БТРы, охрана границ страны (особенно с Узбекистаном) усилена. В течение объявленных семи траурных дней по ночам был объявлен комендантский час, магазины, заведения и государственные органы не работали. Практически все туркмены наблюдали по телевизору церемонию похорон.
Председателем похоронной комиссии стал заместитель председателя Кабинета министров и министр здравоохранения и медицинской промышленности Гурбангулы Бердымухамедов, который 21 декабря также стал временно исполняющим обязанности президента. Из членов семьи Сапармурата Ниязова на похоронах присутствовали: его вдова Муза Алексеевна Ниязова (приехала на похороны из Лондона), сын Мурад (приехал из Вены) и дочь Ирина (также приехала из Лондона), а также две внучки и зять. Во время похорон члены семьи Сапармурата Ниязова впервые показались на публике, и туркмены увидели их лица.
На похоронах из иностранных гостей присутствовали все послы и представители иностранных государств и международных организаций в Туркменистане, а в числе статусных иностранных гостей присутствовали президент и премьер-министр Турции Абдуллах Гюль и Реджеп Тайип Эрдоган, премьер-министры России (Михаил Фрадков), Азербайджана (Артур Расизаде), Грузии (Зураб Ногайидели), Казахстана (Даниал Ахметов), Таджикистана (Акил Акилов), Армении (Андраник Маргарян) и Украины (Виктор Янукович), представители от правительств и парламентов Узбекистана, Ирана, Афганистана, Кыргызстана, Белоруссии, Молдавии, Китая, Пакистана, Индии, Японии, Южной Кореи, Саудовской Аравии, ОАЭ и других стран. Изначально было объявлено о присутствии на похоронах президентов Казахстана (Нурсултана Назарбаева), Таджикистана (Эмомали Рахмонова), Ирана (Махмуда Ахмадинеджада), Афганистана (Хамида Карзая), Украины (Виктора Ющенко) и Белоруссии (Александра Лукашенко), но впоследствии все они по разным причинам отказались лично присутствовать на похоронах, хотя некоторые СМИ после похорон продолжили ошибочно сообщать об их присутствии на похоронах из-за трудностей с добычей информации из закрытой страны и недостаточного развития в то время интернета и глобализации. Президент Узбекистана Ислам Каримов принципиально отказался лично участвовать на похоронах из-за сложных в те времена отношений с Сапармуратом Ниязовым и между двумя странами из-за вторжения туркменских силовиков в посольство Узбекистана в Ашхабаде за несколько лет до того, но тем не менее выразил формальные соболезнования. Лидеры стран Запада отказались от поездки на похороны, некоторые из которых ограничились выражением соболезнований и отправлением вместо себя своих послов или представителей более низкого ранга.

### Кончина Ниязова и политические последствия
Некоторые аналитики прогнозировали наступление системного кризиса в Туркменистане в случае внезапной смерти Туркменбаши. Например:

Если говорить о смерти Ниязова, то она повлечёт за собой масштабный политический кризис в республике, системы управления которой полностью завязаны на диктаторе. Последствия и масштаб политической дестабилизации Туркменистана в условиях повальной безработицы, нищеты и низкого уровня образования населения могут оказаться непредсказуемыми для всего региона.

«Его [Ниязова] смерть вызовет гигантские последствия. Всё общество будет охвачено хаосом», — заявил Рафис Абазов, лектор Колумбийского университета и автор «Исторического словаря Туркменистана».

Внезапная смерть «народного монарха» Сапармурата Ниязова обещает хаос, вторжение НАТО, приватизацию туркменского газа, позорный провал «Газпрома» и… миллион туркменских беженцев в Москве.
Однако смена политической власти после смерти Ниязова прошла внешне мирно и очевидного кризиса не случилось.
Наблюдатели отмечали такие реакции общества на смерть Ниязова, как скорбь («многие плачут»), растерянность, надежды на перемены к лучшему.
При этом ожидаемых беспорядков не произошло (не считая попытки бунта заключённых в колонии строгого режима Овадан-Депе).
Сразу после смерти Ниязова собрался совет безопасности Туркменистана. По конституции, в случае кончины президента его обязанности исполняет председатель парламента (Меджлиса), и в двухмесячный срок назначаются новые выборы. Таким образом, исполняющим обязанности президента должен был стать Овезгельды Атаев.
Однако впоследствии против Атаева было возбуждено уголовное дело, поэтому исполнять обязанности президента стал вице-премьер-министр, министр здравоохранения Гурбангулы Бердымухамедов. В стране был объявлен семидневный траур.
Угасание культа личности Ниязова
Уже через несколько месяцев после смерти Туркменбаши в стране постепенно начались мероприятия по снижению влияния культа личности Ниязова.
В конце мая 2007 года в городе Туркменабаде была демонтирована одна из статуй бывшего президента Сапармурата Ниязова.
3 мая 2008 года было принято решение о переносе Арки Нейтралитета из центра Ашхабада на его окраину. 18 января 2010 года действующий президент Гурбангулы Бердымухамедов распорядился демонтировать 75-метровую Арку Нейтралитета, на вершине которой была установлена позолоченная статуя бывшего президента страны Сапармурата Ниязова.
Имя Туркменбаши было вычеркнуто из гимна и клятвы верности, памятники и бюсты стали постепенно убираться, изучение «Рухнамы» перестало быть обязательным и повсеместным. Женский день был перенесён со дня рождения его матери обратно на 8 марта. Был возвращён григорианский календарь, месяцам и дням недели вернули прежние названия.
Было организовано массовое изъятие «Рухнамы» и других сочинений Ниязова. Вместо них жители Туркменистана обязаны покупать книгу Бердымухамедова «К новым высотам прогресса».
В 2009 году проведена деноминация туркменского маната, на банкнотах современного образца изображены портреты туркменских деятелей вместо портрета Ниязова, который остался на не вышедшей в обращение банкноте в 500 новых манатов.
С 1 апреля 2010 года стали вновь открываться библиотеки, закрытые по распоряжению Ниязова.

## Преемник Туркменбаши
Выборы президента Туркменистана состоялись 11 февраля 2007 года. По официальным данным, победу одержал действующий исполняющий обязанности президента Гурбангулы Бердымухамедов, набравший 89 % голосов; 14 февраля 2007 года он принёс присягу и стал вторым президентом Туркменистана.

## Награды и звания Туркменбаши
Сапармурат Ниязов — первый обладатель высшей награды своего государства — звания Герой Туркменистана и золотой медали «Алтын Ай» («Золотой полумесяц»).
В 2004 Туркменбаши категорически отказался получить очередное по счёту звание Героя Туркменистана. «Туркменам присуща скромность, и я считаю для себя невозможным получить очередное звание Героя», — заявил Ниязов на заседании парламента.

## Личная жизнь
Сапармурат Ниязов был женат на своей однокурснице Музе Алексеевне — уроженке Ленинграда, с которой познакомился и начал встречаться во время учёбы в Ленинградском политехническом институте имени М. И. Калинина в 1962—1967 годах. Поженились они в 1966 или в 1967 году. Муза Алексеевна Ниязова на два года старше своего мужа. У пары родились сын Мурад (Мурат или Мырат) и дочь Ирина. В начале 2000-х годов, задолго до смерти Сапармурата Ниязова, Муза Ниязова переехала жить на постоянной основе в Лондон, к своей дочери Ирине, которая с мужем и с детьми проживает в Лондоне с 90-х годов, и получила подданство Великобритании. Сын Мурад со своей семьёй проживает в Вене.
По заявлениям самого Туркменбаши, его состояние составляло не менее 3 миллиардов долларов США. Эти деньги Ниязов хранил в европейских банках, в частности, в Дойче банке.
По собственному признанию Сапармурата Ниязова, время от времени, следуя традиции восточных правителей, он, сменив внешность и загримировавшись, совершал прогулки по Ашхабаду, «изучая реальную жизнь простого народа», изучая цены и настроения в народе. Имеются его фотографии с накладной бородой и париком.

## Память
Ежегодно 21 декабря в Туркменистане отмечается День памяти Ниязова. В 2012 году состоялось паломничество к его могиле в Кипчаке.
Имя Туркменбаши носит центральная улица села Фунтово-1, населённого туркменами и расположенного в Астраханской области.

## Высказывания
- Сапармурат Ниязов, выступая перед представителями туркменской творческой интеллигенции весной 1997 года, заявил, что уже в двенадцатилетнем возрасте знал, что в будущем станет главой страны[42].